# Andrija Pendic
Andrija Pendic (* 12. März 1987 in Arbon, Kanton Thurgau) ist ein Schweizer Handballspieler, der zumeist auf Rückraum Mitte eingesetzt wird.
Der 1,90 m große und 94 kg schwere Rechtshänder begann mit dem Handballspiel in seiner Heimatstadt beim HC Arbon. Über den Zweitligisten TSV Fortitudo Gossau kam er 2007 zu SG Kadetten GS Schaffhausen. 2009 wechselte er in die Nationalliga A (NLA) zum TV Endingen. In der Saison 2010/11 spielte er für HSC Suhr-Aarau. Ab 2011 lief er für die Kadetten Schaffhausen auf (Rückennr. 9) und gewann in seiner ersten Spielzeit den Supercup und die Schweizer Meisterschaft. International erreichte er mit den Kadetten das Achtelfinale in der EHF Champions League 2011/12, wo er BM Atlético Madrid unterlag. Auch in der nächsten Saison nahm er an der Gruppenphase der Königsklasse teil. Im EHF Europa Pokal 2013/14 schied er in der 3. Runde gegen die TSV Hannover-Burgdorf aus. 2014, 2015, 2016 und 2017 gewann er mit Schaffhausen die Meisterschaft sowie 2014 und 2016 den SHV-Cup. Im Sommer 2018 wechselte er zum TSV St. Otmar St. Gallen.
In der Schweizer Nationalmannschaft debütierte Pendic (Rückennr. 6) am 30. Oktober 2009 gegen die Ukraine und bestritt bisher 34 Länderspiele, in denen er 62 Tore erzielte (Stand: 5. März 2014).

## Statistik
| Saison    | Liga | Verein                      | Tore | Spiele | Ø   |
| --------- | ---- | --------------------------- | ---- | ------ | --- |
| 2005/06   | NLB  | TSV Fortitudo Gossau        | 084  | 21     | 4,0 |
| 2006/07   | NLB  | TSV Fortitudo Gossau        | 063  | 20     | 3,2 |
| 2007/08   | NLB  | SG Kadetten GS Schaffhausen | 080  | 19     | 4,2 |
| 2008/09   | NLB  | SG Kadetten GS Schaffhausen | 134  | 18     | 7,4 |
| 2009/10   | NLA  | TV Endingen                 | 187  | 31     | 6,0 |
| 2010/11   | NLA  | HSC Suhr-Aarau              | 150  | 30     | 5,0 |
| 2011/12   | NLA  | Kadetten Schaffhausen       | 095  | 34     | 2,8 |
| 2012/13   | NLA  | Kadetten Schaffhausen       | 160  | 36     | 4,4 |
| 2013/14   | NLA  | Kadetten Schaffhausen       | 069  | 22     | 3,1 |
| 2004–2009 | NLB  | Gesamt                      | 361  | 78     | 4,6 |
| 2009–2014 | NLA  | Gesamt                      | 661  | 153    | 4,3 |
| 2005–2014 | alle | Gesamt                      | 1022 | 231    | 4,4 |